# Ꙉ
Dyerv o djerv (Ꙉ, ꙉ) es una de las letras del alfabeto cirílico que se usó en el antiguo cirílico. Fue utilizado en muchos monumentos serbocroata tempranos para representar los sonidos /dʑ/ y /tɕ/ (đ / ђ moderno y ć / ћ). Existe en la tabla Cyrillic Extended-B como U+A648 y U+A649. Es la base de las letras modernas Ћ y Ђ; el primero fue de hecho un renacimiento directo de djerv y fue considerado la misma letra.

## Tabla de códigos
| Carácter       | Ꙉ                     | Ꙉ                     | ꙉ                     | ꙉ                     |
| -------------- | --------------------- | --------------------- | --------------------- | --------------------- |
| Nombre Unicode | LETRA DJERV MAYÚSCULA | LETRA DJERV MAYÚSCULA | LETRA DJERV MINÚSCULA | LETRA DJERV MINÚSCULA |
| Codificaciones | decimal               | hexadecimal           | decimal               | hexadecimal           |
| Unicode        | 42568                 | U+A648                | 42569                 | U+A649                |
| UTF-8          | 234 153 136           | EA 99 88              | 234 153 137           | EA 99 89              |
| Código HTML    | &#42568;              | &#xA648;              | &#42569;              | &#xA649;              |